# Федулов Дмитро Вікторович
Дмитро Вікторович Федулов (рос. Дмитрий Викторович Федулов; 4 лютого 1999, Морозовськ, Росія — 5 грудня 2023, Вільшана, Україна) — російський офіцер, лейтенант ЗС РФ. Герой Російської Федерації.

## Біографія
В 2017/22 роках навчався в Рязанському повітрянодесантному командному училищі за спеціальністю «застосування підрозділів спеціального призначення». Після закінчення училища призначений в 16-ту окрему бригаду спецпризначення. З 8 вересня 2022 року брав участь у вторгненні в Україну, командир групи спецпризначення загону спецпризначення своєї бригади. 22 жовтня 2022 року важко поранений. Після одужання повернувся на фронт. Загинув у бою. Похований на федеральному військовому меморіалі «Пантеон захисників Вітчизни» в Митищинському районі.

## Нагороди
- Орден Мужності
- Медаль Суворова
- Медаль «Учаснику спеціальної військової операції»
- Звання «Герой Російської Федерації» (15 жовтня 2024, посмертно)